# Hans Vonmetz
Hans Vonmetz (né le 29 août 1905 à Trente (Italie), mort en 1975 à Innsbruck) est un peintre et sculpteur autrichien.

## Biographie
Hans Vonmetz vient d'une vieille famille du Trentin. Il fait ses études à l'Académie des beaux-arts de Vienne avec Karl Sterrer. Il a été professeur d'arts plastiques dans un gymnasium à Innsbruck.

## Œuvres
- Portraits en sgraffite de personnages de l'Histoire d'Autriche, 1937, Wiener Neustadt

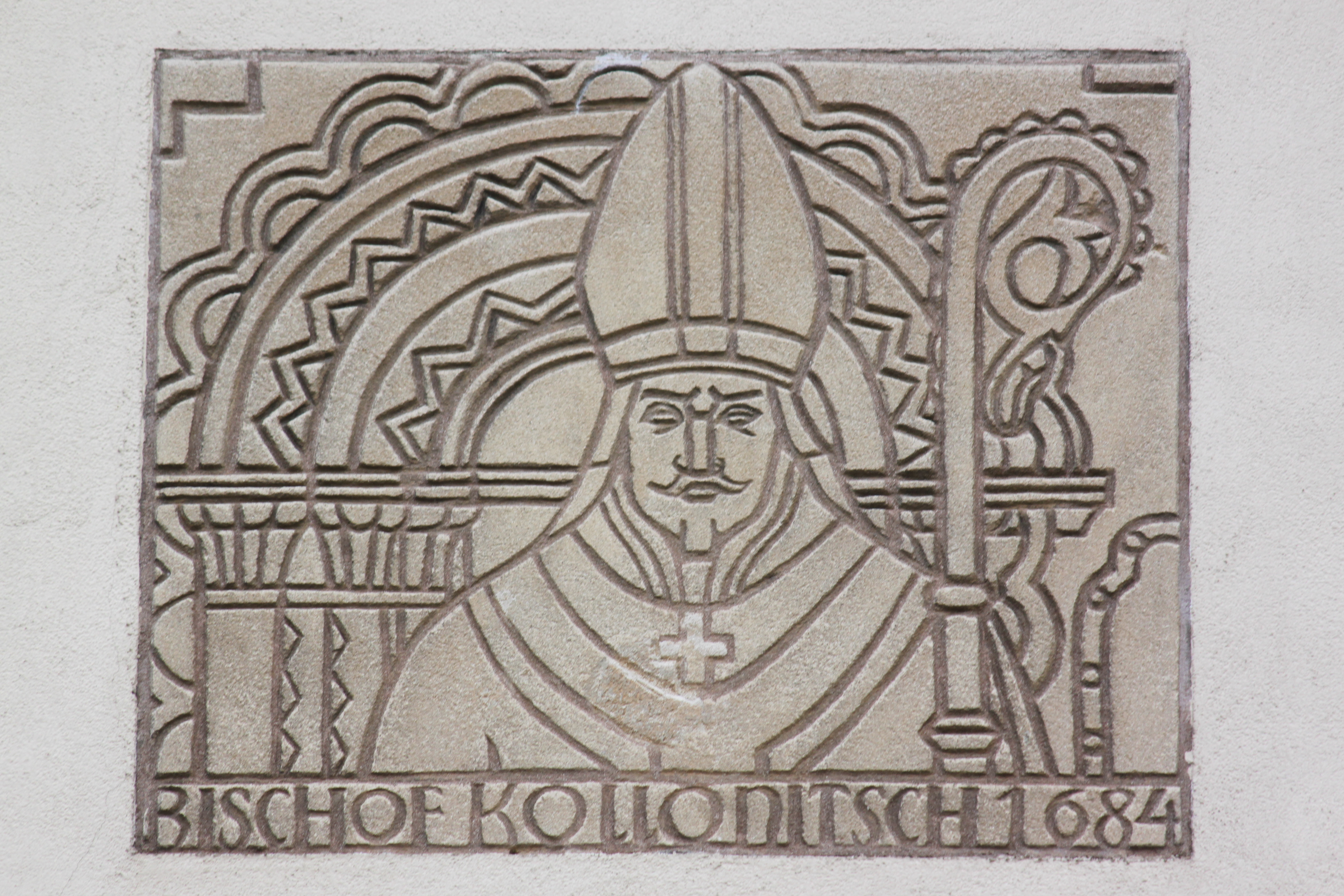
Portrait de Leopold Karl von Kollonitsch, 1937.